# Deutschlandtest
Deutschlandtest, Eigenschreibweise DEUTSCHLAND TEST, ist eine Marke der BurdaVerlag Data Publishing GmbH, Deutsches Institut für Qualität und Finanzen. Der verantwortliche Burda-Verlag wird gesetzlich vertreten durch die Geschäftsführerinnen Elisabeth Varn und Manuela Kampp-Wirtz und gehört zur Hubert Burda Media Holding.
Deutschlandtest wirbt mit dem Slogan „Objektiv, unabhängig, fair“ und hat nach eigenen Angaben das Ziel, verschiedene Angebote transparenter und vergleichbarer zu machen und führt dazu Tests durch. Die Testsieger werden mit Qualitätssiegeln prämiert. Kunden sind die getesteten Unternehmen, welche Nutzungsentgelte von 3.600 Euro bis 29.860 € entrichten müssen, wenn sie die Testergebnisse bzw. Qualitätssiegel kommunikativ nutzen wollen. Kunden von Deutschlandtest sind unter anderen Lidl, Netto Marken-Discount, Saturn, Check24 und Mediamarkt.

## Testdurchführung
Deutschlandtest führt jährlich mehr als 50 verschiedene Tests durch. Diese basieren laut Deutschlandtest auf vielfach erprobten Verfahren und klaren und nachvollziehbaren Kriterien. Im Rahmen der Tests wird in einer anonymen Internetbefragung eine Zufallsgruppe befragt. Es ist nicht verifiziert, ob die befragten Personen tatsächlich Kunden der getesteten Unternehmen sind. Auch ist unklar, ob die Teilnehmer an solchen anonymen Befragungen für ihre Teilnahme vergütet werden. Nach eigener Aussage bündelt Deutschland Test pro Studienthema bis zu 41 Mio. Nennungen zu über 22.000 geprüften Branchen. Dabei werden Methoden des Social Listening, Paper-Pencil-Fragenbogen, Social-Media-Monitoring und Online-Panel eingesetzt.

## Testsieger
Im Rahmen von Tests werden viele Unterkategorien gebildet. In diesen Unterkategorien werden jeweils Sieger gekürt. So basiert beim Test „Die besten Online-Shops 2024“ das Ergebnis auf 774.000 Verbraucherurteilen. Dabei werden die erstplatzierten Testsieger als Bester Online-Shop bezeichnet und die Testsieger mit einem Ergebnis über dem Mittelwert als Top Online-Shop. Den Testsiegern wird anschließend die Siegelnutzung angeboten. So soll das Siegel „Beliebteste Ferienregion“ für Konstanz 3.600 Euro, ein Siegel als „Top Business School“ 8.500 Euro oder ein Siegel als „Top Coach 2016“ 5.000 Euro kosten. Eine Siegelnutzung mit der Auszeichnung als Top Arbeitgeber kann zwischen 10.000 und 29.860 Euro und eine Auszeichnung als Top Anwalt 7.500 Euro kosten.

## Kritik
Kritiker unterstellen wirtschaftliche Ziele in dem Generieren vieler Kategorien und Testsieger. Juristen fürchten Verbrauchertäuschung. In seinen Anschreiben an Testsieger erklärt man den Unternehmen, dass ein Qualitätssiegel „Ihrer Außenkommunikation, z. B. Ihrem Briefpapier oder Ihren Werbeunterlagen den perfekten Schliff“ verleiht. Dabei wird als Verkaufsargument das „Vertrauen von Millionen Menschen in die Kompetenz der Marke Focus“ behauptet.
Im Rahmen der Studie Top-Coach wurden 500 Top-Coaches ausgezeichnet. Daraufhin erwiderte der Roundtable der Coachingverbände, ein Zusammenschluss der 13 größten Coachingverbände in Deutschland: Das Projekt diene eher den Marktinteressen der Initiatoren als besserer Transparenz im Coachingmarkt. Der Deutsche Bundesverband Coaching e.V. (DBVC) beanstandet, dass in dem Verfahren zur Ermittlung der Coaches keine echte Qualitätskontrolle erfolgt sei und es sich eher um ein Vertriebsnetzwerk des Verlages für kostenpflichtige Premium-Pool-Einträge und Anzeigen zu handeln scheine.
Bei der Auszeichnung Top Arbeitgeber sind die bei kununu (Xing) erhobenen Daten nicht repräsentativ und manipulierbar.
Bei der Auszeichnung "Deutschlands beste Ausbildungsbetriebe" erfolgt eine Bewertung wie folgt: Strukturelle Daten (30 Prozent), Ausbildungserfolg (60 Prozent), Entlohnung (10 Prozent). Dabei wurden die 5.000 mitarbeiterstärksten Unternehmen angeschrieben, worauf 940 Unternehmen antworteten. Dabei wird der Ausbildungserfolg als der wesentliche Faktor mit 60 % betrachtet. Eine Befragung der Auszubildenden wie dies bei anderen Zertifizierung üblich ist, findet nicht statt. Die Quote an Ausbildungsabbrechern liegt im Durchschnitt bei ca. 24 % in Deutschland. Der Ausbildungserfolg ist in der von Deutschlandtest befragten Gruppe außergewöhnlich hoch und die Abbrecherquote liegt in dieser Gruppe bei ca. 5,1 %. Dies führt dazu, das ca. 50 % der teilnehmenden Unternehmen zu Siegern gekürt wurden.
Im Rahmen einer Studie beantwortete Deutschlandtest die Frage: Welche Marken sind bei den Verbrauchern besonders beliebt? Dabei wurde Telefónica Germany mit der Auszeichnung „Kundenliebling 2016“ versehen und erhielt das Prädikat „Gold“. Im Jahr 2017 erhielt die Telefónica-Marke Ay Yildiz die Auszeichnung „Kundenliebling 2017“. Das Magazin Connect bewertete O2 mit der Note „Mangelhaft“ bei der Erreichbarkeit und sogar eine „Ungenügend“ in Bezug auf die Wartezeit. Der Service von Telefonica (O2) wird seit 2016 von vielen Seiten kritisiert.
Im Jahr 2017 zeichnete Deutschlandtest das Unternehmen Mosca GmbH als bundesweiten Branchensieger im Bereich Maschinenbau mit der Auszeichnung als „Deutschlands innovativstes Unternehmen“ aus. Die Grundlage der Bewertung waren Social-Media-Nennungen. Die konkrete Anzahl der Nennungen in Social-Media-Kanälen für dieses Unternehmen ist nicht nachvollziehbar. Das Unternehmen verfügt über eine Google+ Seite mit 10 Followern, eine Facebook-Seite mit 13 Bewertungen und 1.197 Abonnenten und einen YouTube-Kanal mit 260 Abonnenten. Bei Twitter ist das Unternehmen nicht selber aktiv. Es ist aus der Studie nicht erkennbar, in welchem Rahmen eine Betrugsprävention stattfand, um Manipulation zu verhindern.
2018 wurde das Siegel „Höchste Fairness im Job“ Unternehmen für 9.900 Euro angeboten. Grundlage war eine spezielle Form der Internetrecherche, das sog. Social Listening. Dabei handelt es sich um das Überwachen von Websites. Reine Nennungen auf Websites wie Twitter, Facebook, Instagram, kununu, Glassdoor, LinkedIn, Foren und sonstige Websites sollen Grundlage für dieses Siegel sein. Experten sprechen von einer dubiosen Auszeichnung, Bewerbertäuschung, wenn nicht sogar von irreführender Werbung. „Der angesprochene Verkehr erwartet bei einem Prüfsiegel oder ähnlichem Zeichen, dass es von einer neutralen Stelle nach sachkundigen Kriterien vergeben wird. Ist das nicht der Fall, ist die Werbung mit dem Siegel schon aus diesem Grunde irreführend.“